# نپاد
نَپاد در سده یکم میلادی شاه پارس، یک دولت خراجگزار شاهنشاهی اشکانی، بود. او فرزند و جانشین نامبد بود.